# Nesten alene
Nesten alene är ett musikalbum med Anne Grete Preus, utgivet 2009 som dubbel-CD och dubbel-LP av skivbolaget Warner Music Norway. En remastrad utgåva kom 2013.

## Låtlista
CD 1
1. "Walids sang" (Walid al-Kubaisi/Anne Grete Preus) – 5:30
2. "Fylt av min kjærlighet" ("To Make You Feel My Love" av Bob Dylan, norsk text: Anne Grete Preus) – 3:14
3. "Bornholm kafé" – 4:26
4. "Gull av støv" – 3:55
5. "Elsker jeg deg?" – 5:08
6. "Takk for alt jeg ikke fikk" – 3:46
7. "Heller tro enn vite" – 4:02
8. "Lær meg!" – 5:00
9. "Der veien slutter (begynner horisonten)" – 4:24

CD 2
1. "Verden er et vakkert sted (for noen)" – 3:12
2. "Se!" – 4:43
3. "Ti bud til en ung mann som vil frem i verden" (Jens Bjørneboe/Anne Grete Preus) – 3:55
4. "Amatør" – 4:23
5. "Bornholm kafé" (Kjøkkenversjon) – 4:46
6. "Ro meg over" – 5:52

- Alla låtar skrivna av Anne Grete Preus där inget annat anges.

## Medverkande
Musiker
- Anne Grete Preus – sång, gitarr, dobro, munspel, mandolin, basgitarr, piano, melodika
- Jan Erik Kongshaug – basgitarr
- Erland Dahlen – trummor, percussion
- Elise Båtnes – violin
- Berit Cardas – violin
- Emery Cardas – cello
- Henninge Landaas – viola

Produktion
- Jan Erik Kongshaug – musikproducent
- Terje Pedersen – omslag